# Leton Felix Thomas
Leton Felix Thomas (n. 1926) es un destacado compositor santaluciano autor de la partitura de Hijos e hijas de Santa Lucía, el himno nacional de su país. Fue el primer director del Colegio Comunitario Sir Arthur Lewis. Ha ocupado diversos cargos en el Ministerio de Educación de Santa Lucía, en la Unesco y ha sido electo senador de su país por la Gobernadora General, Pearlette Louisy. 
El 1 de noviembre de 2003 recibió el doctorado honorario en derecho por la Universidad de las Indias Occidentales.